# Bashkim Kadrii
Bashkim Kadrii (ur. 9 lipca 1991 w Kopenhadze) – duński piłkarz albańskiego pochodzenia występujący na pozycji pomocnika w Odense Boldklub. Jednokrotny reprezentant Danii.